# UFC Fight Night: Błachowicz vs. Jacaré
UFC Fight Night: Błachowicz vs. Jacaré (även UFC Fight Night 164 eller UFC on ESPN+ 22) är en kommande MMA-gala som arrangeras av UFC och äger rum 16 november 2019 i São Paulo, Brasilien. 

## Bakgrund
En lätt tungviktsmatch mellan KSW:s före detta mästare i lätt tungvikt Jan Błachowicz och Strikeforce före detta mellanviktsmästare Ronaldo "Jacaré" Souza är tänkt att stå som huvudmatch, main event.

### Ändringar
En lätt tungviktsmatch mellan Sam Alvey och Maurício Rua var planerad som andra huvudmatch till galan, men Alvey fick högst motvilligt lämna återbud på grund av en bruten hand. Ny motståndare för Rua blev Paul Craig.
En match i lätt tungvikt mellan Antônio Rogério Nogueira och Trevor Smith var planerad till galan, men Nogueira drog sig ur på grund av en ryggskada, och Smith flyttades till UFC on ESPN: Overeem vs. Rozenstruik-kortet där han fick en ny motståndare i form av Alonzo Menifield. Sedan lämnade Menifield återbud till samma match, och Smiths tredje motståndare heter Machmud Muradov.
Leah Letson var tänkt att möta Duda Santana, men Letson ströks från kortet av okänd anledning och ersattes av UFC-nykomlingen Tracy Cortez.
En match mellan Kevin Holland och UFC-debutanten Antonio Arroyo var planerad. UFC själva valde dock att flytta Holland från matchen till en annan matchning en månad tidigare vid UFC on ESPN: Reyes vs. Weidman. Istället fick Arroyo möta en annan UFC-debutant i form av Andre Muniz.
En mellanviktsmatch mellan Markus Perez och Jack Marshman var planerad till galan, men Marshman ströks från galan av okänd anledning och ersattes av Wellington Turman.
En flugviktsmatch mellan Ariane Lipski och Priscila Cachoeira var planerad till galan, men Cachoeira ströks från kortet efter att ha testat positivt för ett vätskedrivande medel. Hon ersattes av Veronica Macedo.
Med mindre än 48 timmar kvar till matchen ströks Veronica Macedo från kortet på grund av kraftig huvudvärk och ersattes av Isabella de Padua.

### Invägning
Vid invägningen UFC streamade på Youtube vägde utövarna följande:
1. ↑  Båda atleterna missade vikten. Inga böter utdömdes då vågen var felkalibrerad med 0,7 lb och de egentligen klarade vikten.[15]
2. ↑  Inhopparen med mindre än 2 dygns förvarning missade vikten med 4,5 lb / 2 kg och fick böta 40% av sin purse.[15]

## Resultat
1. ↑   En poängs avdrag för de Padua i andra ronden för otillåten uppspark.

## Bonusar
Följande MMA-utövare fick bonusar om 50 000 USD:
- Fight of the Night: Ingen utsedd
- Performance of the Night: Chalres Oliveira, James Krause, Ricardo Ramos och Randy Brown